# Beata striata
Beata striata är en spindelart som beskrevs av Alexander Petrunkevitch 1925. Beata striata ingår i släktet Beata och familjen hoppspindlar. Inga underarter finns listade.